# Glasgow Science Centre
Glasgow Science Centre (ang. Centrum Naukowe w Glasgow) – jedna z największych atrakcji turystycznych w Glasgow w Szkocji.
Położone jest na południowym brzegu rzeki Clyde. Kompleks obejmuje trzy budynki: centrum handlowo-naukowe z salą wystawową, Wieżę Glasgow i kino IMAX.
Otwarcie kompleksu nastąpiło w lipcu 2001 roku. Budynek centrum handlowo-naukowego posiada 3 poziomy wystawowe, planetarium, symulator zmian klimatu. Goście mogą również uczestniczyć w interaktywnych symulacjach, przeprowadzać doświadczenia jak i dowiedzieć się nieco o przestrzeni kosmicznej. Centrum handlowe dość często jest świadkiem rozmaitych wydarzeń kulturalnych i prezentacji. Kino IMAX, otwarte w październiku 2000 roku było i jest pierwszym tego typu budynkiem w Szkocji.
Wieża Glasgow, poprzednio zwana Wieżą Millennium, osiąga wysokość 127 metrów i jest najwyższą budowlą w Szkocji. Co więcej widnieje w Księdze Rekordów Guinnessa, gdyż jest w stanie obracać się 360 stopni od swej podstawy do szczytu.